# Peter Reynolds
Peter Reynolds (Wilmslow, Cheshire, 16 de agosto de 1926 — Melbourne, 22 de abril de 1975) foi um ator britânico.